# Jeziora Ameryki Południowej
W Ameryce Południowej dominują trzy typy jezior, ze względu na ich pochodzenie:
- jeziora polodowcowe – w południowej części kontynentu
- jeziora tektoniczne
- jeziora lagunowe (przybrzeżne)

Najwięcej jezior znajduje się w południowej części Brazylii wśród dopływów Parany.

## Największe jeziora Ameryki Południowej
| jezioro                      | pow. w km² | max głęb. | wys. n.p.m. | dorzecze | państwa           |
| ---------------------------- | ---------- | --------- | ----------- | -------- | ----------------- |
| Maracaibo                    | 14 343     | 250       | 0           |          | Wenezuela         |
| Patos                        | 10 145     |           | 1           |          | Brazylia          |
| Titicaca                     | 8300       | 281       | 3812        |          | Boliwia, Peru     |
| Mirim                        | 2965       | 12        | 1           |          | Brazylia, Urugwaj |
| Poopó                        | 2500       | 3         | 3690        |          | Boliwia           |
| Buenos Aires/General Carrera | 2400       | 586       | 217         |          | Argentyna, Chile  |
| Mar Chiquita                 | ok. 2000   | 4         |             |          | Argentyna         |
| Argentino                    | 1490       | 324       | 187         |          | Argentyna         |
| Viedma                       | 1100       |           | 254         |          | Argentyna         |
| O’Higgins/San Martín         | 1010       | 836       |             |          | Argentyna, Chile  |
| Llanquihue                   | 860        | 350       | 70          |          | Chile             |
| Fagnano                      | 593        |           | 91          |          | Argentyna, Chile  |
| Nahuel Huapí                 | 544        | 438       |             |          | Argentyna         |